# Квалификације за Светско првенство у фудбалу за жене 2023.
Процес  Квалификација за Светско првенство ФИФА за жене 2023. одредио је 30. од 32. тима који ће играти на ФИФА Светском првенству за жене 2023. године, а судомаћини Аустралија и Нови Зеланд су се аутоматски квалификовали. То је било девето ФИФА Светско првенство, четворогодишње међународно првенство света у фудбалу за жене. Турнир је прво Светско првенство за жене које је организовано у више земаља, треће које је организовала асоцијација чланица АФК после Светских првенстава за жене 1991. и 2007. у Кини, први који се одржава на јужној хемисфери, први сениорски ФИФА турнир у Океанији, а такође и први ФИФА турнир који се одржава у вишеструким АФК турнирима у ОФК-у и Аустралији (АФК у вишеструким турнирима у ОФК-у у Аустралији).
Број тимова учесница је проширен са 24. тима у издању из 2019. на 32 у издању 2023. године.

## Квалификоване репрезентације
Од укупно 32 места (29 директних и 3 плеј-офа), следећи тимови су се директно квалификовали да попуне 29 директних места. Преостала 3 места за плеј-оф одредили су Међуконфедерацијски плеј-оф одржане у фебруару 2023. године на Новом Зеланду.
| Тим              | Квалификован као                                                      | Датум квалификације | Учешће у финалу | Последње учешће | Узастопни низ | Претходне најбоље перформансе                  |
| ---------------- | --------------------------------------------------------------------- | ------------------- | --------------- | --------------- | ------------- | ---------------------------------------------- |
| Аустралија       | Домаћин                                                               | 25. јун 2020.       | 8.              | 2019.           | 8             | Четвртфинале (2007., 2011., 2015.)             |
| Нови Зеланд      | Домаћин                                                               | 25. јун 2020.       | 6.              | 2019            | 5             | Групна фаза (1991, 2007., 2011., 2015., 2019.) |
| Јапан            | Куп Азије у фудбалу за жене 2022. Четвртфинале − победнице            | 30. јануар 2022.    | 9.              | 2019            | 9             | Шампионке (2011)                               |
| Јужна Кореја     | Куп Азије у фудбалу за жене 2022. Четвртфинале − победнице            | 30. јануар 2022.    | 4.              | 2019            | 3             | Осмина финала (2015.)                          |
| Кина             | Куп Азије у фудбалу за жене 2022. Четвртфинале − победнице            | 30. јануар 2022.    | 8.              | 2019.           | 3             | Другопласиране (1999)                          |
| Филипини         | Куп Азије у фудбалу за жене 2022. Четвртфинале − победнице            | 30. јануар 2022.    | 1.              | —               | 1             | Деби                                           |
| Вијетнам         | Куп Азије у фудбалу за жене 2022. победнице плеј−офа                  | 6. фебруар 2022.    | 1.              | —               | 1             | Деби                                           |
| Шведска          | УЕФА група А победнице                                                | 12. април 2022.     | 9.              | 2019.           | 9             | Другопласиране (2003.)                         |
| Шпанија          | УЕФА група Б победнице                                                | 12. април 2022.     | 3.              | 2019.           | 3             | Осмина финала (2019.)                          |
| Француска        | УЕФА група И победнице                                                | 12. април 2022.     | 5.              | 2019.           | 4             | 4. место (2011.)                               |
| Данска           | УЕФА група Е победнице                                                | 2. мај 2022.        | 5.              | 2007.           | 1             | Четвртфинале (1991., 1995.)                    |
| Сједињене Државе | Конкакафов шампионат у фудбалу за жене 2022. победнице групе А        | 7. јул 2022.        | 9.              | 2019.           | 9             | Шампионке (1991., 1999, 2015., 2019.)          |
| Канада           | Конкакафов шампионат у фудбалу за жене 2022. победнице групе Б        | 8. јул 2022.        | 8.              | 2019.           | 8             | 4. место(2003.)                                |
| Костарика        | Конкакафов шампионат у фудбалу за жене 2022. другопласирене у групи Б | 8. јул 2022.        | 2.              | 2015.           | 1             | Групна фаза (2015.)                            |
| Јамајка          | Конкакафов шампионат у фудбалу за жене 2022. другопласирене у групи А | 11. јул 2022.       | 2.              | 2019.           | 2             | Групна фаза (2019.)                            |
| Замбија          | Афрички куп нација у фудбалу за жене 2022. Четвртфинале − победнице   | 13. јул 2022.       | 1.              | —               | 1             | Деби                                           |
| Мароко           | Афрички куп нација у фудбалу за жене 2022. Четвртфинале − победнице   | 13. јул 2022.       | 1.              | —               | 1             | Деби                                           |
| Нигерија         | Афрички куп нација у фудбалу за жене 2022. Четвртфинале − победнице   | 14. јул 2022.       | 9.              | 2019.           | 9             | Четвртфинале (1999.)                           |
| Јужна Африка     | Афрички куп нација у фудбалу за жене 2022. Четвртфинале − победнице   | 14. јул 2022.       | 2.              | 2019.           | 2             | Групна фаза (2019.)                            |
| Колумбија        | Копа Америка у фудбалу за жене 2022. победнице полуфинала             | 25. јул 2022.       | 3.              | 2015.           | 1             | Осмина финала (2015.)                          |
| Бразил           | Копа Америка у фудбалу за жене 2022. победнице полуфинала             | 26. јул 2022.       | 9.              | 2019.           | 9             | Другопласиране (2007.)                         |
| Аргентина        | Копа Америка у фудбалу за жене 2022. победнице за 3. место            | 29. јул 2022.       | 4.              | 2019.           | 2             | групна фаза (2003., 2007., 2019.)              |
| Норвешка         | УЕФА група Ф победнице                                                | 2. септембар 2022.  | 9.              | 2019.           | 9             | Шампионке (1995.)                              |
| Немачка          | УЕФА група Х победнице                                                | 3. септембар 2022.  | 9.              | 2019.           | 9             | Шампионке (2003., 2007.)                       |
| Енглеска         | УЕФА група Д победнице                                                | 3. септембар 2022.  | 6.              | 2019.           | 5             | Треће место (2015.)                            |
| Италија          | УЕФА група Г победнице                                                | 6. септембар 2022.  | 4.              | 2019.           | 2             | Четвртфинале (1991., 2019.)                    |
| Холандија        | УЕФА група Ц победнице                                                | 6. септембар 2022.  | 3.              | 2019            | 3             | Другопласиране (2019.)                         |
| Швајцарска       | УЕФА плеј−оф 1. позиција                                              | 11. октобар 2022.   | 2.              | 2015.           | 1             | Осмина финала (2015.)                          |
| Република Ирска  | УЕФА плеј−оф 2. позиција                                              | 11. октобар 2022.   | 1.              | —               | 1             | Деби                                           |
| Хаити            | Међуконфедерациони плеј-оф победнице групе Б                          | 22. фебруар 2023.   | 1.              | —               | 1             | Деби                                           |
| Португалија      | Међуконфедерациони плеј-оф победнице групе А                          | 22. фебруар 2023.   | 1.              | —               | 1             | Деби                                           |
| Панама           | Међуконфедерациони плеј-оф победнице групе Ц                          | 23. фебруар 2023.   | 1.              | —               | 1             | Деби                                           |

1. ↑  Дана 2. маја 2022, УЕФА је објавила да је Русија уклоњена из квалификација за Светско првенство за жене због инвазије Украјине, при чему се сви њихови ранији резултати сматрају ништавним и неважећим.[3] Данска се тако квалификовала на Светско првенство за жене, јер ниједан други тим није могао да их надмаши.

## Квалификациони процес
Након што је повећан број тимова који су се квалификовали за Светско првенство за жене, Биро Савета ФИФА је 24. децембра 2020. одобрио нову расподелу места. Места за земље домаћине, Аустралију и Нови Зеланд, преузета су директно из квота додељених њиховим конфедерацијама, АФК и ОФК.

### Преглед квалификације
Квалификационе утакмице су почеле у септембру 2021. и завршиле се у фебруару 2023. Утакмице су се играле на датуме унутар ФИФА међународног календара утакмица.
| Конфедерација | Турнир                                                                                  | Директни слотови | Плеј-оф слотови | Тимови су почели | Екипе елиминисане | Тимови квалификовани | Датум почетка квалификација | Датум завршетка квалификација |
| ------------- | --------------------------------------------------------------------------------------- | ---------------- | --------------- | ---------------- | ----------------- | -------------------- | --------------------------- | ----------------------------- |
| АФК           | Куп Азије у фудбалу за жене 2022.                                                       | 5+1              | 2               | 27               | 20                | 5+1                  | 17. септембар 2021.         | 6. фебруар 2022.              |
| КАФ           | Афрички куп нација у фудбалу за жене 2022.                                              | 4                | 2               | 43               | 37                | 4                    | 18. октобар 2021.           | 23. јул 2022.                 |
| Конкакаф      | Конкакафов шампионат у фудбалу за жене 2022.                                            | 4                | 2               | 32               | 26                | 4                    | 16. фебруар 2022.           | 18. јул 2022.                 |
| Конмебол      | Копа Америка у фудбалу за жене 2022.                                                    | 3                | 2               | 10               | 5                 | 3                    | 8. јул 2022.                | 30. јул 2022.                 |
| ОФК           | ОФК шампионат у фудбалу за жене 2022.                                                   | 0+1              | 1               | 9                | 8                 | 0+1                  | 13. јул 2022.               | 30. јул 2022.                 |
| УЕФА          | УЕФА квалификације за Светско првенство у фудбалу за жене 2023.                         | 11               | 1               | 51               | 39                | 11                   | 16. септембар 2021.         | 11 October 2022.              |
| Плеј-оф       | Квалификације за Светско првенство у фудбалу за жене 2023. (међуконфедерациони плеј-оф) | 3                | Н/Д             | (10)             | 7                 | 3                    | 18. фебруар 2023.           | 23. фебруар 2023.             |
| Укупно        | Квалификације за Светско првенство у фудбалу за жене 2023.                              | 30+2             | 10              | 172              | 142               | 30+2                 | 16. септембар 2021.         | 23. фебруар 2023.             |

1. ↑  Аустралија је учествовала на Азијском фудбалском купу за жене, али се већ квалификовала за Светско првенство за жене као судомаћини.